# Demi Lovato
Demetria Devonne (Demi) Lovato (Albuquerque, 20 augustus 1992) is een  Amerikaanse singer-songwriter, actrice, pianiste en gitariste. Die heeft tot heden acht albums uitgebracht: Don't Forget, Here We Go Again, Unbroken, Demi, Confident, Tell Me You Love Me, Dancing with the Devil... the Art of Starting Over, Holy Fvck en Revamped. Demi Lovato speelde onder meer in de Disney Channel-film Camp Rock het hoofdpersonage Mitchie Torres. Die begon met acteren als kind in de serie Barney & Friends en ontmoette daar Selena Gomez. Gomez acteerde ook samen met Lovato in de film Princess Protection Program. Naast het werk in de amusementsindustrie doet Lovato ook liefdadigheidswerk, zet die zich in voor lgbt-rechten en vraagt die aandacht voor de geestelijke gezondheidszorg. 

## Levensloop
Lovato is van Mexicaanse, Engelse en Ierse afkomst. Na de scheiding van diens ouders vertrok vader Patrick Lovato naar New Mexico. Lovato raakte vervreemd van hem en heeft drie liedjes over hun vader-dochterrelatie geschreven: For the Love of a Daughter (2011), Shouldn't Come Back en Father (2015). Patrick Lovato overleed in juni 2013.
Lovato heeft twee zussen, die beiden ook acteren.
Lovato werd op school gepest. Deze pesterijen werden zo erg dat die vanaf een bepaald moment niet meer naar school ging en thuis les kreeg. Na het behalen van het middelbareschooldiploma in 2009 werd die woordvoerder voor de antipestorganisatie PACER. Lovato heeft last gehad van eetstoornissen, automutilatie, een bipolaire stoornis en een drugsverslaving. In juli 2018 werd die opgenomen na het nemen van oxycodon vervuild met fentanyl.
In 2016 kreeg Lovato een GLAAD Vanguard Award vanwege de inzet voor de rechten van lgbt'ers.
In mei 2021 liet Lovato via Twitter weten non-binair te zijn en in het Engels voortaan liever met de genderneutrale voornaamwoorden they en them te worden aangeduid. In april 2022 voegde Lovato aan het eigen Instagram-profiel ook vrouwelijke voornaamwoorden toe. Lovato omschreef zichzelf als een 'fluïde persoon' die zich meer feminien begon te voelen en bevestigde in september dat jaar nogmaals dat zich zeer op comfortabel te voelen bij het voornaamwoord they.

## Carrière

### 2007–2009: Camp Rock en Don't Forget
Op zevenjarige leeftijd begon Lovato te acteren in de serie Barney & Friends. Die had daarna gastrollen in onder meer Prison Break. In januari 2007 was die op Disney Channel te zien in de korte serie As the Bell Rings. In 2008 kwam Lovato's eerste Disney Channel-film, Camp Rock, uit. Daarin speelt die samen met de Jonas Brothers de hoofdrol. Tevens was die te zien in de film Princess Protection Program, samen met Selena Gomez.
In de zomer van 2008 stond Lovato in het voorprogramma van de Jonas Brothers. Don't Forget, diens eerste album, kwam uit op 23 september 2008. Er werden drie singles van uitgebracht: Get Back , La La Land en Don't Forget. Door het nummer La La Land werd de popster bekender in Europa en vooral in Nederland en België. Demi Lovato maakte in 2009 samen met Miley Cyrus, Selena Gomez en de Jonas Brothers het nummer Send It On. Deze single werd uitgebracht om de organisatie Disney Friends for Change te steunen.

### 2009–2011: Sonny with a Chance en Here We Go Again

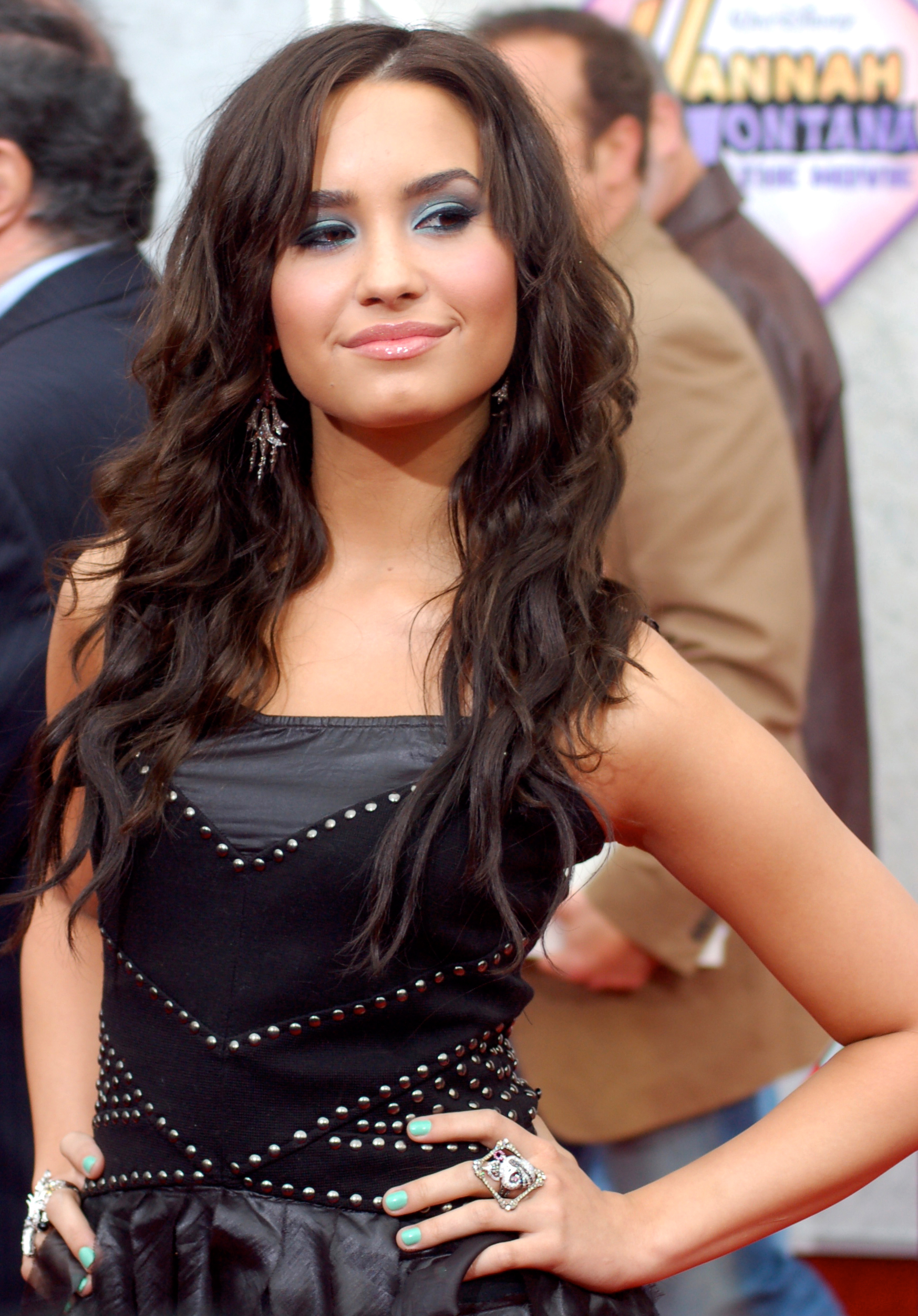
Lovato bij de première van Hannah Montana: The Movie in 2009

Het tweede album, Here We Go Again, kwam uit op 21 juli 2009 en bevat meer soul dan het eerste. De eerste single van het album was het titelnummer. De tweede single van het album heet Remember December. Nick Jonas hielp met het schrijven van het nummer Stop the World. Demi Lovato schreef mee aan alle nummers op het album, waaronder Solo, Everytime You Lie, Believe in Me en Catch Me.
De televisieserie Sonny with a Chance ging in première op 8 februari 2009. Lovato speelt in de serie de rol van Sonny Munroe en zingt de introsong met de titel So Far, So Great. Later werd een tweede seizoen gemaakt. Ondertussen was die bezig met het schrijven van liedjes voor een derde studioalbum.
In september 2009 begonnen de opnames van Camp Rock: The Final Jam. De film ging in première in september 2010. Tussendoor toerde Lovato met de Jonas Brothers als special guest.
Op het 'sweet sixteen'-feest van Miley Cyrus werd een foto van Lovato gemaakt waarop krassen op de pols van de popster te zien waren. Die gaf als verklaring dat de krassen van armbanden kwamen. Tijdens de Jonas Brothers World Tour raakte de popster overstuur en sloeg achtergronddanseres Alex Welch. Na gesprekken met diens management liet de popster zich opnemen in het Timberline Knolls-behandelcentrum voor vrouwen met 'gevaarlijke gewoonten' en eetstoornissen. Daar werd een bipolaire stoornis geconstateerd. Lovato verbleef van 30 oktober 2010 tot 28 januari 2011 in de kliniek. De opnames van Sonny with a Chance werden hiervoor tijdelijk stilgelegd en werden hervat op 30 januari 2011. In april maakte Lovato het eind van de samenwerking met Disney bekend. Er werd nog een derde seizoen van Sonny with a Chance opgenomen maar zonder Lovato. De naam van de reeks werd ook veranderd in So Random.

### 2011–2013: Unbroken en The X Factor

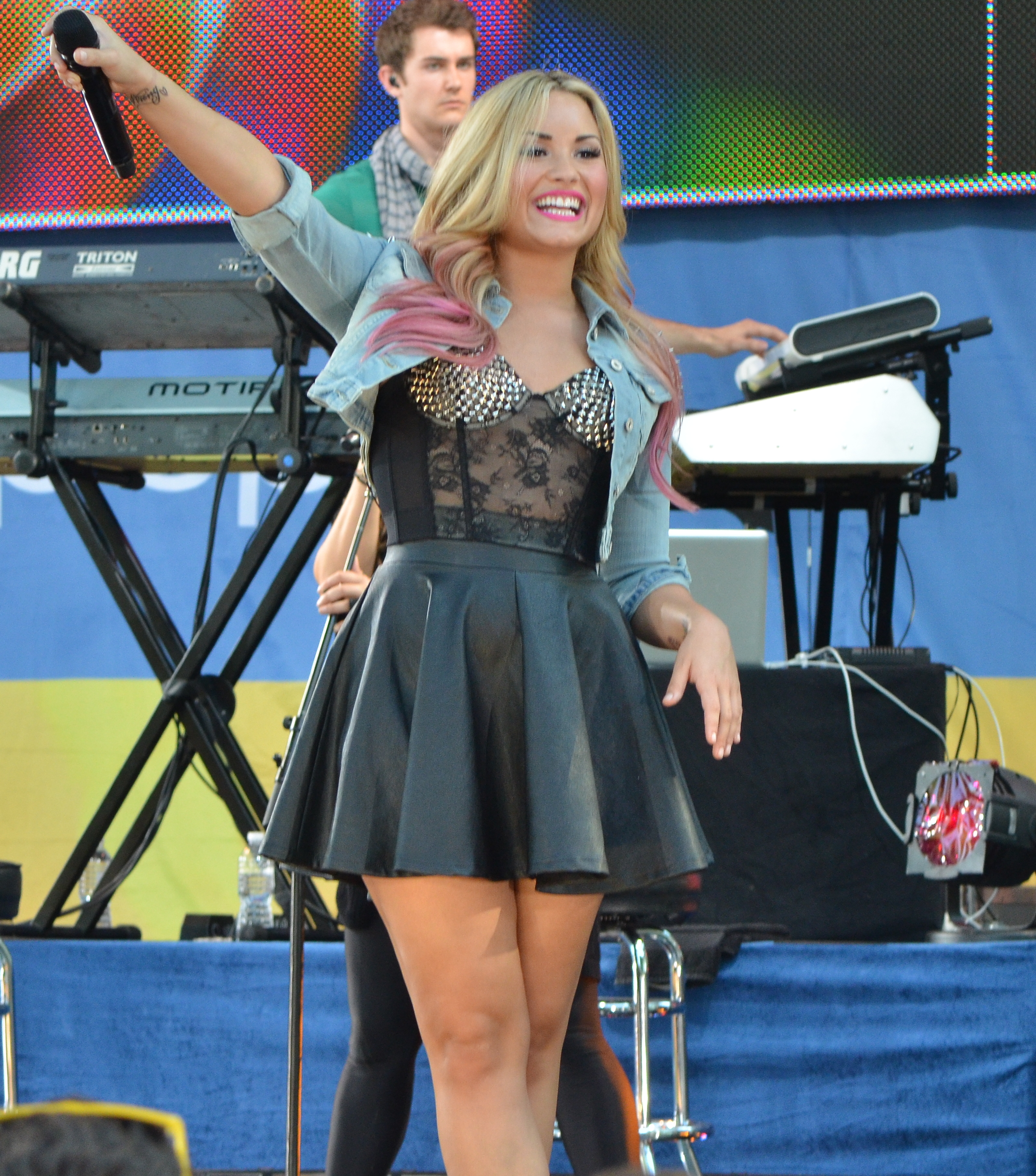
Optreden van Demi Lovato in 2012

In juni 2011 kwam de single Skyscraper uit. Het nummer werd positief ontvangen en bereikte de top 10 van de Amerikaanse hitlijsten. Van dit nummer werd ook een Spaanse versie uitgebracht: Rascacielo. Lovato woonde de MTV Video Music Awards van 2011 bij en werd geïnterviewd door vriendin Selena Gomez. Tijdens dat korte interview maakte Lovato bekend dat die voor het volgende album zou samenwerken met Jason Derulo, Timbaland, Missy Elliott, Iyaz en Dev. In september 2011 kwam diens derde album Unbroken uit. Het album was qua genre overwegend r&b en EDM. Als tweede single van Unbroken werd Give Your Heart a Break uitgebracht. Dit nummer werd opnieuw goed ontvangen en werd drie keer platina in de VS. Met dit nummer scoorde Lovato ook zeer goed in Vlaanderen, het was het eerste nummer van de popster dat binnenkwam in de Ultratop 50.
Lovato is te horen op het tweede album van de groep Hot Chelle Rae, Whatever, in het nummer Why Don't You Love Me. De Canadese zanger Justin Bieber liet in 2011 weten dat hij dolgraag een duet zou willen opnemen met Demi Lovato. Op 14 mei 2012 werd bekendgemaakt dat Britney Spears en Demi Lovato de twee nieuwe juryleden zouden zijn van het tweede seizoen van The X Factor. Britney Spears eiste dat Demi ook mee zou doen omdat de twee popsterren volgens Spears veel gemeen hebben. Lovato bleef jurylid tot en met seizoen drie, terwijl Spears werd vervangen door Kelly Rowland.
Tijdens de MTV Video Music Awards van 2012 kreeg Lovato de prijs voor de Best Video With Message voor de hit Skyscraper. Gedurende het voorprogramma trad die op met het nummer Give Your Heart a Break. Later die avond presenteerde die samen met Rita Ora de prijs voor de Best Male Video, die gewonnen werd door Chris Brown.

### 2013–2018: Demi, Confident en Tell Me You Love Me
Heart Attack werd in februari 2013 de eerste single van Lovato's vierde album Demi en deed het goed in de hitlijsten. Het liedje werd geschreven door Lovato, Mitch Allan, Jason Evigan, Sean Douglas en Nikki Williams. De video van Heart Attack werd genomineerd voor de Best Female Video tijdens de MTV Video Music Awards van 2013. Op 2 juli 2013 kwam de tweede single Made in the USA uit. Lovato regisseerde zelf de videoclip. In de zomer van 2013 werd bekend dat die een rol zou gaan spelen in de musical/drama-serie Glee. Die speelde vervolgens het karakter Dani, de 'crush' van het personage Santana, dat gespeeld wordt door Naya Rivera. Het was Lovato's eerste acteerwerk sinds Sonny with a Chance.
In oktober 2013 bracht Lovato Let It Go als de officiële single voor de soundtrack van de film Frozen uit, zowel het nummer als de film werd wereldwijd een groot succes. Op 19 november 2013 kwam Lovato's eerste zelfgeschreven boek uit genaamd Staying Strong: 365 Days a Year. De derde single van diens album volgde in november, genaamd Neon Lights. Op het album Demi werkte de popster overigens samen met zangeres Cher Lloyd op het nummer Really Don't Care, de vierde en laatste single van dit album. Die bracht in het najaar van 2014 een eigen huidverzorginglijn uit genaamd 'Devonne by Demi'.
In juli 2015 bracht Lovato het nummer Cool for the Summer als eerste single van het album Confident uit en het werd tweemaal platina. De titeltrack en het soulnummer Stone Cold golden als de opvolgende singles. Het album bevat samenwerkingen met rappers Iggy Azalea en Sirah. Lovato trad met Azalea met Cool for the Summer bij de MTV Video Music Awards van 2015 op. Confident werd tijdens de 59e Grammy Awards genomineerd voor Best Pop Vocal Album, maar Adele's 25 won de prijs uiteindelijk. Lovato heeft tot 2018 tien VEVO Certified Awards gekregen, voor iedere videoclip die meer dan 100 miljoen keer is bekeken.
In juli 2017 bracht Lovato het nummer Sorry Not Sorry als eerste single van het album Tell Me You Love Me uit. Het album bevat diverse liedjes die uiteindelijk awards wonnen en heeft voornamelijk een r&b-achtige stijl. In verscheidene liedjes zijn zaken uit het privéleven van de popster verwerkt. Het album kwam uit op 29 september in 2017.
Op 17 oktober 2017 plaatste Lovato een documentaire op YouTube genaamd Demi Lovato: Simply Complicated. In november 2017 bracht die een lied uit getiteld Échame la Culpa met Luis Fonsi. In maart bracht Christina Aguilera een single uit van het album Liberation getiteld Fall in Line, waarop Lovato meezingt. Ook zingt die mee met het Clean Bandits lied Solo. Op 21 juni 2018 bracht die de single Sober uit, dat gaat over diens verslavingen en de moeilijkheid om nuchter te blijven. Lovato refereert aan dit lied als “mijn werkelijkheid”.

### 2020
Op 14 oktober 2020 bracht Lovato de single Commander in Chief uit met kritische vragen aan president Donald Trump over zijn opvattingen over rassenongelijkheid en de coronapandemie.

### 2021: Dancing with the Devil... the Art of Starting Over
Dancing with the Devil... the Art of Starting Over is het zevende studioalbum, dat werd uitgebracht op 2 april 2021 door Island Records. Het album werd samen met een docu-serie opgenomen en geplaatst op YouTube: Demi Lovato: Dancing with the Devil, waarin diens herstel en zelfontdekking worden gedocumenteerd. Het album is een popplaat met teksten over Lovato's hindernissen. Het volgt een periode in het leven en de carrière van de zanger, nadat die in 2018 in het ziekenhuis was opgenomen voor een overdosis drugs.
Er zijn meerdere versies van het album beschikbaar gesteld voor pre-order, waaronder alternatieve kunstwerken, bundels en een exclusieve Target-editie met bonustracks. Er werden twee extra versies van het album uitgebracht, met een luxe versie van het album en een uitgebreide editie van het album die digitaal werd uitgebracht inclusief drie eerder uitgebrachte bonustracks. Het album liep vertraging op, deels vanwege de COVID-19-pandemie. Het beschikt over vier singles: "Anyone", "What Other People Say", "Dancing with the Devil" en "Met Him Last Night". Ariana Grande, Sam Fischer, Saweetie en Noah Cyrus staan op de standaardversie van het album, terwijl Sam Smith en Marshmello op de digitale uitgebreide editie van het album staan.

## Filmografie

### Films

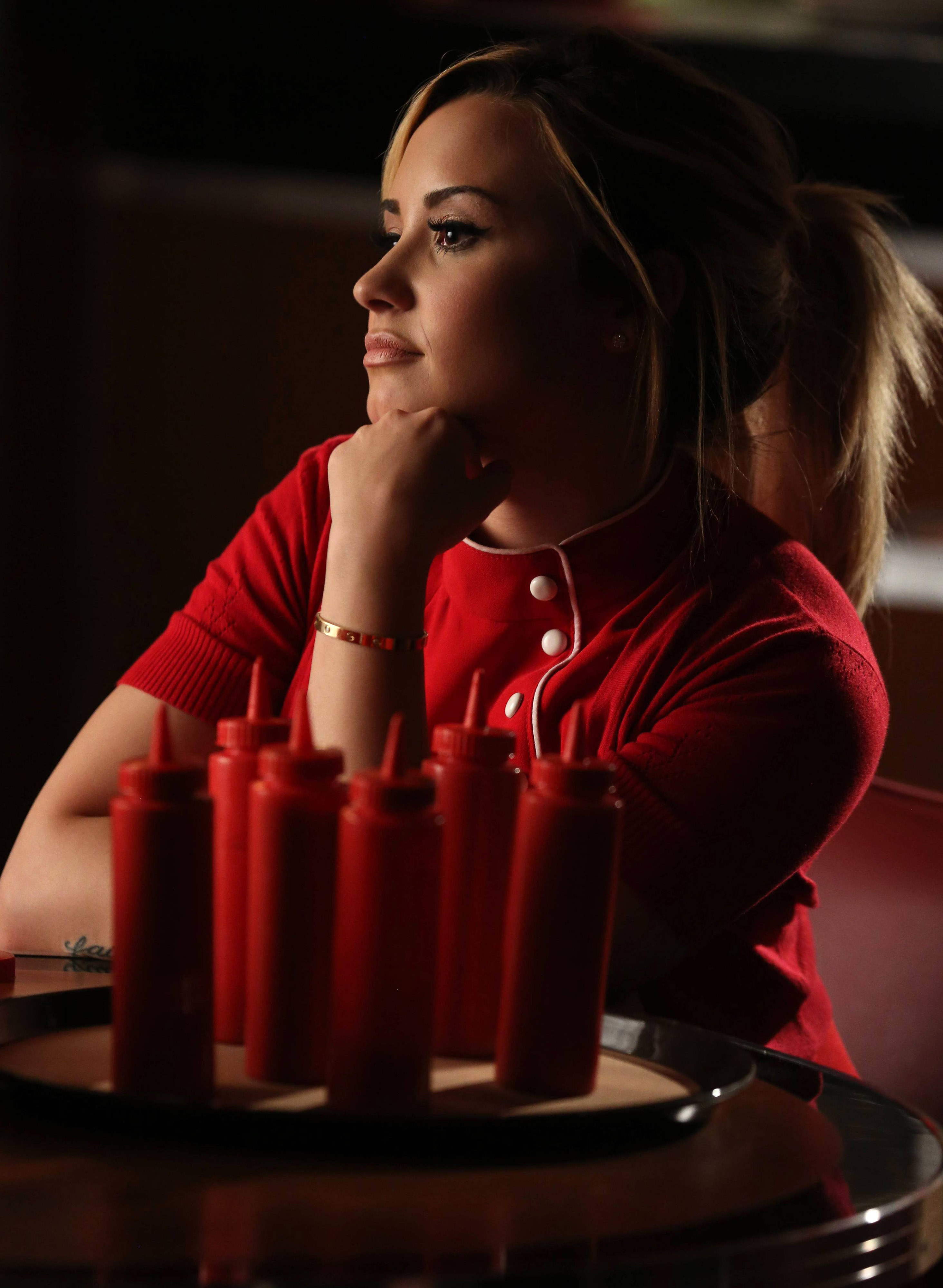
Demi Lovato als Dani bij Glee

| Jaar | Titel                                           | Rol                                          | Opmerking                 |
| ---- | ----------------------------------------------- | -------------------------------------------- | ------------------------- |
| 2008 | Camp Rock                                       | Mitchie Torres                               | Hoofdrol                  |
| 2009 | Princess Protection Program                     | Rosalinda Maria Montoya Fioré/Rosie Gonzalez | Hoofdrol                  |
| 2009 | Jonas Brothers: The 3D Concert Experience       | zichzelf                                     | 3D-concertfilm            |
| 2010 | Camp Rock 2: The Final Jam                      | Mitchie Torres                               | Hoofdrol                  |
| 2010 | Be Counted Census                               | Jasmine Voto Latino                          | Kort film                 |
| 2012 | Demi Lovato: Stay Strong                        | zichzelf                                     | Documentaire op televisie |
| 2017 | Smurfs: The Lost Village                        | Smurfin                                      | Hoofdrol, stem            |
| 2018 | Simply Complicated                              | zichzelf                                     | Documentaire              |
| 2020 | Eurovision Song Contest: The Story of Fire Saga | Katiana Lindsdottir                          |                           |

### Televisie
| Jaar      | Titel                               | Rol                      | Opmerking |
| --------- | ----------------------------------- | ------------------------ | --- |
| 2002-2004 | Barney & Friends                    | Angela                   | Terugkerende rol                                                                                                |
| 2006      | Prison Break                        | Danielle Curtin          | 1 aflevering: "First Down" (seizoen 2, aflevering 4)                                                            |
| 2006      | Split Ends                          | zichzelf                 | 1 aflevering |
| 2007-2008 | As the Bell Rings                   | Charlotte Adams          | Hoofdrol (seizoen 1)                                                                                            |
| 2007      | Just Jordan                         | Nicole                   | 1 aflevering: "Slippery When Wet" (seizoen 2, aflevering 6)                                                     |
| 2008      | Jonas Brothers: Living the Dream    | zichzelf                 | 1 aflevering (seizoen 2, aflevering 3)                                                                          |
| 2008      | Studio DC: Almost Live              | zichzelf                 | "The Second Show" (seizoen 1, aflevering 2)                                                                     |
| 2009-2011 | Sonny with a Chance                 | Allison "Sonny" Munroe   | Hoofdrol |
| 2010-2011 | Extreme Makeover: Home Edition      | zichzelf                 | 2 afleveringen: "The Williams Family" (seizoen 7, aflevering 24), "The Walker Family" (seizoen 9, aflevering 9) |
| 2010      | Grey's Anatomy                      | Hayley                   | 1 aflevering: "Shiny Happy People" (seizoen 6, aflevering 22)                                                   |
| 2010      | America's Next Top Model            | zichzelf                 | 1 aflevering |
| 2011      | Keeping Up with the Kardashians     | zichzelf                 | 1 aflevering: "Kim's Fairytale Wedding: A Kardashian Event, Part 2" (seizoen 6, aflevering 15)                  |
| 2012      | Punk'd                              | zichzelf                 | Slachtoffer |
| 2012-2013 | The X Factor                        | zichzelf                 | Jurylid |
| 2012      | Christmas in Washington             | zichzelf                 | (Gastoptreden) Televisiespecial (31e editie)                                                                    |
| 2013      | The View                            | zichzelf                 | (seizoen 17, afleveringen 55–59)                                                                                |
| 2013      | Glee                                | Dani                     | 6 afleveringen (seizoen 5)                                                                                      |
| 2015      | RuPaul's Drag Race                  | zichzelf                 | Gastjurylid "Divine Inspiration" (seizoen 7, aflevering 9)                                                      |
| 2015      | From Dusk Till Dawn                 | Maia                     | 2 afleveringen (seizoen 2)                                                                                      |
| 2015      | Saturday Night Live                 | zichzelf                 | Aflevering: "Tracy Morgan/Demi Lovato"                                                                          |
| 2015      | We Day                              | zichzelf als presentator | Speciale televisie-uitzending (10de editie)                                                                     |
| 2015      | Dick Clark's New Year's Rockin' Eve | zichzelf                 | Speciale televisie-uitzending (42ste editie)                                                                    |

## Discografie

### Albums
| Album met eventuele hitnotering(en) in de Nederlandse Album Top 100 | Datum van verschijnen | Datum van binnenkomst | Hoogste positie | Aantal weken | Opmerkingen |
| ------------------------------------------------------------------- | --------------------- | --------------------- | --------------- | ------------ | ----------- |
| Unbroken                                                            | 30-09-2011            | 08-10-2011            | 63              | 1            |             |
| Demi                                                                | 10-05-2013            | 18-05-2013            | 17              | 7            |             |
| Confident                                                           | 16-10-2015            | 24-10-2015            | 4               | 4            |             |
| Tell Me You Love Me                                                 | 30-09-2017            | 07-10-2017            | 10              | 8*           |             |

| Album met hitnotering(en) in de Vlaamse Ultratop 200 albums | Datum van verschijnen | Datum van binnenkomst | Hoogste positie | Aantal weken | Opmerkingen |
| ----------------------------------------------------------- | --------------------- | --------------------- | --------------- | ------------ | ----------- |
| Here We Go Again                                            | 2009                  | 15-10-2011            | 88              | 5            |             |
| Unbroken                                                    | 2011                  | 25-02-2012            | 25              | 33           |             |
| Demi                                                        | 10-05-2013            | 18-05-2013            | 19              | 37           |             |
| Confident                                                   | 16-10-2015            | 24-10-2015            | 3               | 32           |             |
| Tell Me You Love Me                                         | 30-09-2017            | 07-10-2017            | 10              | 25           |             |
| Revamped                                                    | 17-09-2023            | 24-09-2023            | 20              | 1*           |             |

### Singles
| Single met eventuele hitnotering(en) in de Nederlandse Top 40 | Datum van verschijnen | Datum van binnenkomst | Hoogste positie | Aantal weken | Opmerkingen                                                |
| ------------------------------------------------------------- | --------------------- | --------------------- | --------------- | ------------ | ---------------------------------------------------------- |
| Heart Attack                                                  | 28-02-2013            | 16-03-2013            | 31              | 3            | Nr. 36 in de Single Top 100                                |
| Let It Go                                                     | 21-10-2013            | -                     |                 |              | Titelsong Frozen / Nr. 70 in de Single Top 100             |
| Up                                                            | 2015                  | 14-03-2015            | tip6            | -            | met Olly Murs                                              |
| Cool for the Summer                                           | 01-07-2015            | 25-07-2015            | tip7            | -            | Nr. 77 in de Single Top 100                                |
| Confident                                                     | 18-09-2015            | -                     |                 |              | Nr. 55 in de Single Top 100                                |
| No Promises                                                   | 2017                  | 03-06-2017            | 25              | 5            | met Cheat Codes / Nr. 75 in de Single Top 100              |
| Instruction                                                   | 2017                  | 26-08-2017            | 25              | 6            | met Jax Jones & Stefflon Don / Nr. 91 in de Single Top 100 |
| Sorry Not Sorry                                               | 2017                  | 26-08-2017            | tip1            | -            | Nr. 48 in de Single Top 100                                |
| Échame la culpa                                               | 2017                  | 30-12-2017            | 2               | 25           | met Luis Fonsi / Nr. 67 in de Single Top 100               |
| Solo                                                          | 2018                  | 09-06-2018            | 4               | 20           | met Clean Bandit / Nr. 20 in de Single Top 100             |
| I'm Ready                                                     | 2020                  | 25-04-2020            | 19              | 9            | met Sam Smith                                              |
| OK Not to Be OK                                               | 2020                  | 12-09-2020            | tip2            | -            | met Marshmello                                             |
| Commander in Chief                                            | 2020                  | 17-10-2020            | tip21           | -            |                                                            |
| What Other People Say                                         | 2021                  | 13-02-2021            | tip27*          |              | met Sam Fischer                                            |

| Single met hitnotering(en) in de Vlaamse Ultratop 50 | Datum van verschijnen | Datum van binnenkomst | Hoogste positie | Aantal weken | Opmerkingen                                          |
| ---------------------------------------------------- | --------------------- | --------------------- | --------------- | ------------ | ---------------------------------------------------- |
| Skyscraper                                           | 02-01-2012            | 07-01-2012            | tip44           | -            |                                                      |
| Give Your Heart a Break                              | 02-04-2012            | 19-05-2012            | 32              | 9            | Nr. 24 in de Radio 2 Top 30                          |
| Heart Attack                                         | 25-02-2013            | 13-04-2013            | 27              | 14           |                                                      |
| Made in the USA                                      | 2013                  | 27-07-2013            | tip17           | -            |                                                      |
| Neon Lights                                          | 2013                  | 30-11-2013            | tip11           | -            |                                                      |
| Let It Go                                            | 2013                  | 28-12-2013            | 15              | 21           | Titelsong Frozen / Nr. 1 in de Radio 2 Top 30 / Goud |
| Really Don't Care                                    | 2013                  | 12-07-2014            | tip13           |              | met Cher Lloyd                                       |
| Somebody to You                                      | 2014                  | 09-08-2014            | tip84           | -            | met The Vamps                                        |
| Up                                                   | 2014                  | 17-01-2015            | tip15           | -            | met Olly Murs                                        |
| Cool for the Summer                                  | 2015                  | 08-08-2015            | tip7            | -            |                                                      |
| Confident                                            | 2015                  | 03-10-2015            | tip27           | -            |                                                      |
| Sorry Not Sorry                                      | 2017                  | 22-07-2017            | tip2            | -            |                                                      |
| No Promises                                          | 2017                  | 26-08-2017            | tip2            | -            | met Cheat Codes / Goud                               |
| Instruction                                          | 2017                  | 26-08-2017            | 37              | 4            | met Jax Jones & Stefflon Don                         |
| Échame la culpa                                      | 2017                  | 30-12-2017            | 9               | 33           | met Luis Fonsi / Platina                             |
| Solo                                                 | 2018                  | 09-06-2018            | 3               | 29           | met Clean Bandit / Platina                           |
| I'm Ready                                            | 2020                  | 25-04-2020            | tip3            | -            | met Sam Smith                                        |
| OK Not to Be OK                                      | 2020                  | 19-09-2020            | tip1            | -            | met Marshmello                                       |

## Tournees

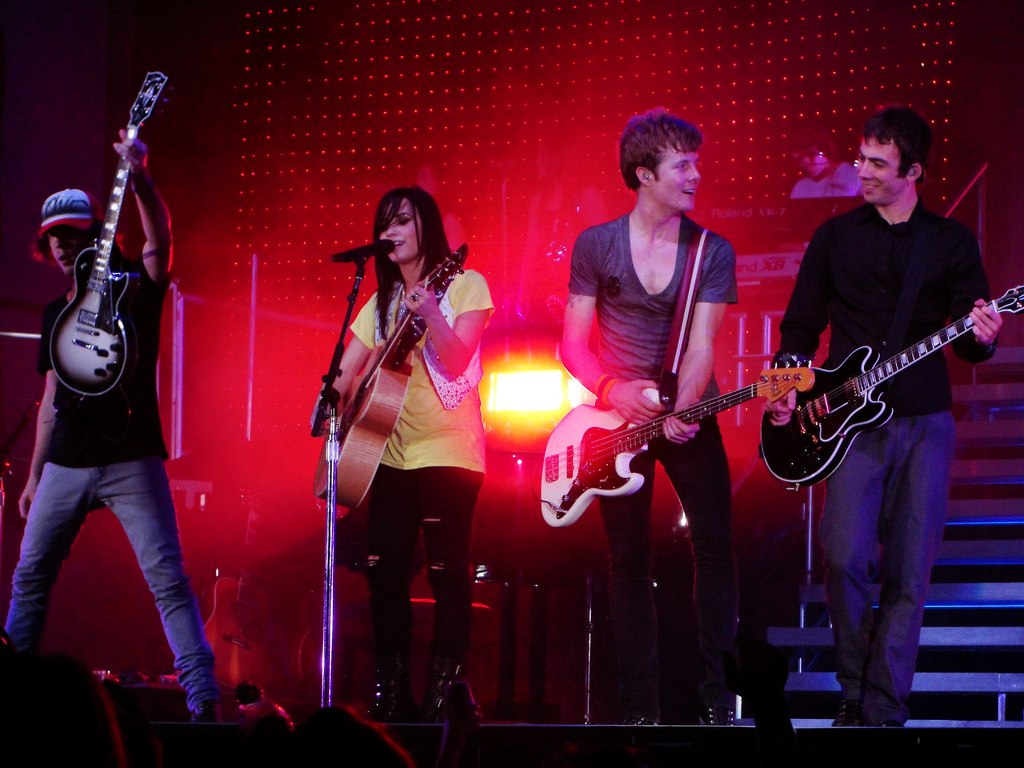
Lovato en de band tijdens de Live in Concert-tour in 2009

- 2008: Burning Up Tour met de Jonas Brothers
- 2008: The Best Damn World Tour met Avril Lavigne
- 2008: Demi Live! Warm Up Tour
- 2009: Jonas Brothers World Tour met de Jonas Brothers
- 2009–10: Demi Lovato: Live in Concert
- 2010: Live in Concert World Tour met de Jonas Brothers en de cast van Camp Rock 2
- 2011: An Evening with Demi Lovato
- 2011–13: A Special Night with Demi Lovato
- 2014: The Neon Lights Tour
- 2014–15: Demi World Tour
- 2014: Sex & Love Tour met Enrique Iglesias
- 2016: Future Now Tour met Nick Jonas
- 2018: Tell Me You Love Me World Tour met DJ Khaled